# Липа (Ивано-Франковская область)
Липа (укр. Липа) — село в Витвицкой сельской общине Калушского района Ивано-Франковской области Украины.
Население по переписи 2001 года составляло 306 человек. Занимает площадь 23,66 км². Почтовый индекс — 77530. Телефонный код — 3477.